# Squadra dominicana di Fed Cup
La squadra dominicana di Fed Cup rappresenta la Repubblica Dominicana nella Fed Cup, ed è posta sotto l'egida della Federación Dominicana de Tenis.
Essa partecipa alla competizione dal 1990 ed è riuscita ad entrare nel tabellone principale una volta sola.

## Organico 2011
Aggiornato ai match del gruppo II (16-21 maggio 2011). Fra parentesi il ranking della giocatrice nei giorni della disputa degli incontri.
- Chandra Capozzi (WTA #)
- Michelle Marie Valdez (WTA #)
- Daysi Espinal (WTA #)
- Joelle Schad (WTA #)

## Ranking ITF
- Il prossimo aggiornamento del ranking è previsto per il mese di febbraio 2012.

| Repubblica Dominicana nel Ranking ITF (aggiornata al 7 novembre 2011) |                 |        |                            |
| Pos                                                                   | Squadra         | Punti  | Gruppo                     |
| 63                                                                    | Turchia         | 347.25 | Gruppo II - Europa/Africa  |
| 64                                                                    | Singapore       | 322.50 | Gruppo II - Asia/Oceania   |
| 65                                                                    | Uruguay         | 296.00 | Gruppo II - Americhe       |
| 66                                                                    | Rep. Dominicana | 290.50 | Gruppo II - Americhe       |
| 67                                                                    | Norvegia        | 252.75 | Gruppo III - Europa/Africa |
| 68                                                                    | Kirghizistan    | 246.75 | Gruppo II - Asia/Oceania   |
| 69                                                                    | Cuba            | 229.50 | Gruppo II - Americhe       |